# Atakujący

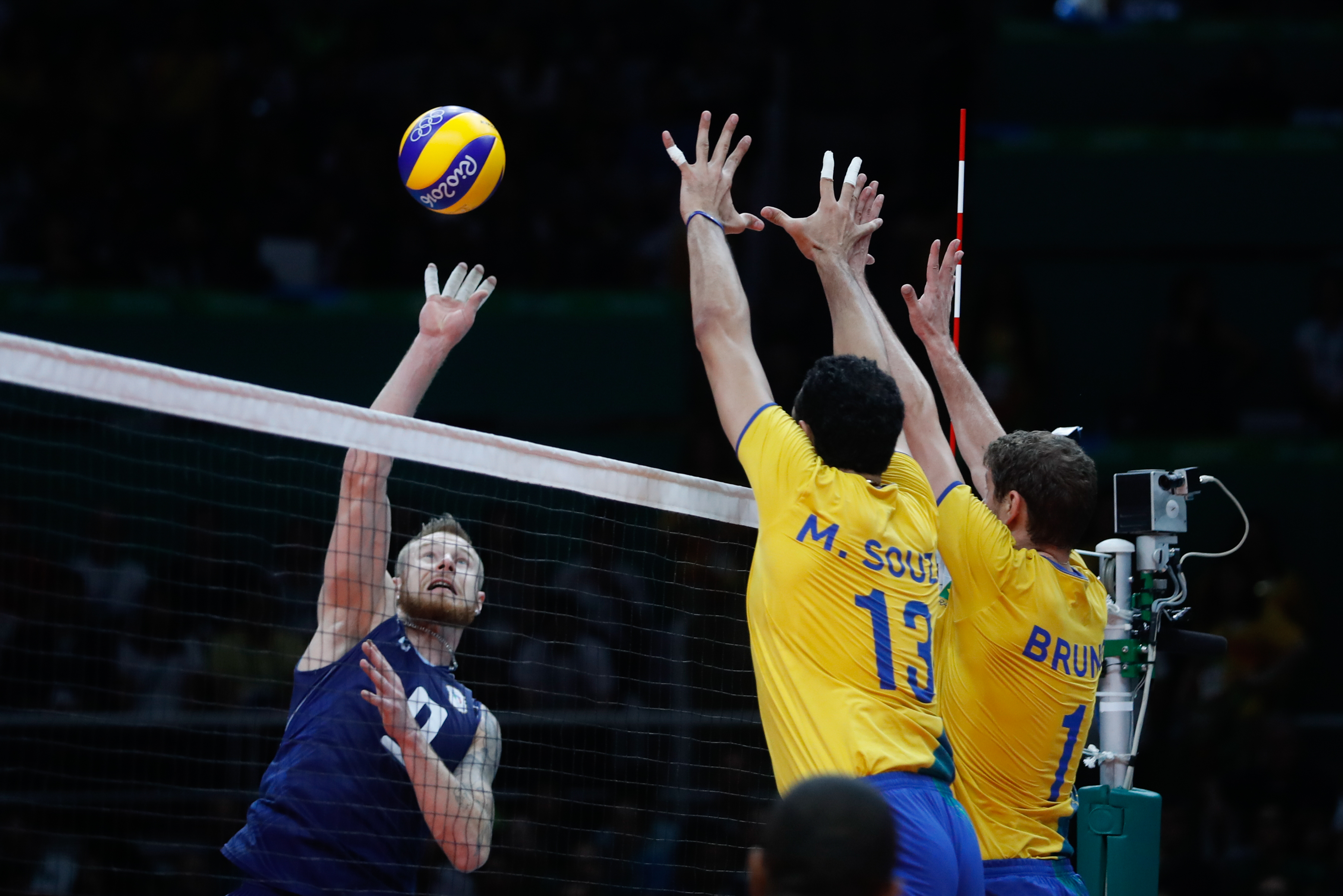
Atakuje Ivan Zaytsev

Atakujący, prawoskrzydłowy, skrzydłowy (ang. opposite hitter, right-side hitter) – pozycja na boisku w siatkówce. Zadanie atakującego polega na kończeniu akcji atakiem po wystawieniu piłki przez rozgrywającego. 
W ustawieniu na boisku gra po przekątnej z rozgrywającym. Atakuje z prawego skrzydła zarówno z pierwszej linii, jak i z drugiej; występuje tylko jeden wyjątek, kiedy – w momencie jego usytuowania na pozycji nr 4 przy zagrywce przeciwnika – atakujący znajduje się na lewym skrzydle. Przy ataku z drugiej linii zawodnik zobowiązany jest do obiegnięcia połowy boiska pod siatkę. Rozpoczęcie rozbiegu i sam rozbieg w przypadku atakującego będącego w I strefie powinien odbywać się lekkim łukiem wzdłuż linii, by mieć możliwość ataku zarówno po prostej, jak i po skosie. Ustawienie stóp w kierunku I strefy przeciwnika pozwala na atak we wszystkich kierunkach. Pozycja do ataku rozpoczyna się za linią trzeciego metra. Szybkość rozbiegu zależna jest od wystawy oraz predyspozycji zawodnika. W przypadku zawodników praworęcznych w klasycznym rozbiegu trzykrokowym, prawa noga powinna być z przodu, by zakończyć sekwencję lewą stopą (lewa-prawa-lewa). Analogicznie w przypadku leworęcznych na odwrót (lewa noga z przodu, sekwencja stóp prawa-lewa-prawa). Podczas rozbiegu następuje odchylenie rąk do tyłu. Ostatni krok (w rozbiegu trzykrokowym) powinien być wykonany tą samą stopą, jak pierwszy (praworęczni lewą nogą, leworęczni prawą). Uderzenie piłki następuje otwartą dłonią z aktywnym ruchem nadgarstka – dłoń nakrywa piłkę. Praca nadgarstka umożliwia kontrolę lotu piłki.